# بوب تشيستر
بوب تشيستر (بالإنجليزية: Bob Chester)‏ هو عازف جاز أمريكي، ولد في 20 مارس 1908 في ديترويت في الولايات المتحدة، وتوفي بنفس المكان في 14 يونيو 1977.

## وصلات خارجية
- بوب تشيستر على موقع ميوزك برينز (الإنجليزية)
- بوب تشيستر على موقع إن إن دي بي (الإنجليزية)
- بوب تشيستر على موقع أول ميوزيك (الإنجليزية)